# Денисовци
Денисовци, или Денисовски човек, Денисовани, су изумрла врста (Homo denisova или ) или подврста (Homo sapiens denisova) рода Homo из доба палеолита. Име су добили по пећини Денисова у Сибиру, у којој су пронађени њихови остаци стари 41.000 година. Денисовци су се делимично генетски разликовали и од модерних људи и од Неандерталаца, а сматра се да су имали исто порекло као Неандерталци. Насељавали су подручје од Сибира до југоисточне Азије.
Недавно су и у Шпанији пронађени остаци хоминида (могуће Homo heidelbergensis) стари 400.000 година, чија је митохондријална ДНК најсличнија Денисовцима. Док је анализа аутозомалне ДНК два узорка показала да су били ближи Неандерталцима него Денисовцима, а један од ова два је такође имао митохондријалну ДНК сроднију Денисовцима. Аутори студије су закључили да митохондријална ДНК пронађена у овим узорцима представља архаичну секвенцу, која указује на заједничко порекло Неандерталаца и Денисоваца. Временом она је код Неандерталаца нестала.
Денисовци су се мешали са Неандерталцима и прецима модерних људи, тако да око 6% гена данашњих Меланежана и аустралијских Абориџина потиче од Денисоваца.

## Откриће
Денисову пећину, која је добила име по руском пустињаку из 18. века Денису, први је пут истражио руски палеонтолог Николај Оводов 1970-их година, у својој потрази за фосилним остацима пећинског медведа. Године 2008, руски археолог Михаил Шунков из Руске академије наука и други руски археолози из Института за археологију и етнологију из Новосибирска, истражујући налазиште Денисове пећине, откривају мали фрагмент кости петог прста шаке младе женке хоминина, којој су дали надимак „жена X” (енг. „X woman”) (по мајчиној наследној линији митохондријске ДНК) или једноставно денисовски хоминин. У пећини су пронађени различити артефакти, укључујући и наруквицу, а они ископани на истом нивоу с кости датирани су угљеником-14 на око 40.000 година пре данашњице. Даљња искапања открила су дисконтинуирану присутност човечијих артефаката до 125.000 пре данашњице.
Тим научника на челу с Јоханесом Краусом и шведским биологом Свантеом Пабом из Института Макс Планка за еволуцијску антропологију у Лајпцигу, секвенцирали су митохондријску ДНК изоловану из коштаног фрагмента. Због хладне климе која влада подручјем у којем се налази Денисовска пећина, ДНК се добро очувала кроз ово дуго раздобље. Просечна годишња температура пећине је око 0  °C, што је увелико допринело очувању архајске ДНК у пронађеним остацима. Анализе су показале да модерни људи, неандерталци, и денисовски хоминини деле последњег заједничког еволуцијског претка од пре око 1 милион година.
Анализа mtДНК још доказује да су нове врсте хоминина на овом подручју резултат ранијих миграција из Африке, различитих од миграција модерних људи, али такође различитих од првих миграција из Африке врсте Homo erectus. Пабо је нагласио да постојање ове далеке еволуцијске гране ствара пуно сложенију слику човечанства касног плеистоцена. Ово истраживање доказује да су денисовски људи сестринска група неандерталског порекла, који су се одвојили од линије модерних људи пре око 600.000 година, а од линије неандерталаца се одвојила око 200.000 година касније, вероватно на Средњем истоку.
Године 2010, нови научни чланак истраживачког тима Свантеа Паба описао је једно раније откриће из 2000, трећег горњег кутњака младе одрасле јединке, отприлике исте старости (палац је из слоја 11 у низу слојева тла пећине, док је зуб из слоја 11.1). Зуб се разликује по многим карактеристикама у односу на зубе неандерталаца, пошто има архајске карактеристике сличне зубима врсте Homo erectus. Научници су поново анализирали митохондријску ДНК изоловану из зуба и открили да је секвенца различита, али врло слична оној из кости прста, што указује на време дивергенције од 7 500 година . Овај генетски материјал припада различитој индивидуи, али из исте популације.
Године 2011, откривена је кост ножног палца такође у слоју 11 тла унутар пећине, што се временски подудара с кости прста. Прелиминарна анализа митохондријске ДНК из овог узорка указује на то да је припадао неандерталцу, а не денисовском човеку. У овој пећини у Алтајском горју пронађен је и камени алат и предмети од костију које је израдио модерни човек. Према речима Свантеа Паба: „Постоји једно место где смо сигурни да су у њему у прошлости живела сва три човечја облика, то је Денисовска пећина.”

## Анатомија
Мало се тога зна о тачним анатомским карактеристикама денисовског човека, пошто су једини очувани фосилни остаци кост прста, два зуба из којих је изолован генетски материјал за анализу и кост ножног палца. Очувана кост прста шаке је посебно широка и крупна, што битно одудара од стандардних варијација присутних код модерних људи. Запањујуће је то што ова кост припада женској јединки, што наводи на закључак да су денисовски људи били врло робусне грађе, вероватно слични неандерталцима. Пронађени зуби се по морфолошким карактеристикама не могу упоредити ни с неандерталцима, ни с модерним човеком. Први опис морфолошких карактеристика кости ножног палца указује на то да би могао припадати јединки хибриду денисовског човека и неандерталца, али критичари наводе да има премало морфолошких елемената за доношење таквог закључка. Генетски материјал изолован из ножног палца тренутно се анализира.
Нека старија открића могу, али и не морају припадати еволуцијској линији денисовског човјека, као нпр. лобање из Далија, Мабе и бројни други фрагментарни остаци откривени у Азији. Азија још увек није довољно истражена и картографирана у смислу човечије еволуције, тако да би описани остаци могли припадати групи „азијских неандерталаца”.

## Анализа митохондријске ДНК
Митохондријска ДНК (mtДНК) изолована из кости прста разликује се од оне модерног човека за 385 нуклеотида од укупно 16 500, док је разлика између модерних људи и неандерталаца око 202 нуклеотида. Поређења ради, разлика у mtДНК између шимпанзе и модерног човека је 1462 нуклеотида. То указује на време еволуцијске дивергенције на око 1 милион година у прошлости. Митохондријска ДНК зуба врло је слична оној из кости прста, што значи да су два остатка припадала јединкама исте популације. Из другог пронађеног зуба mtДНК показује неочекивано велику разлику у односу на претходне примерке. Ове две јединке из исте пећине показују већу генетску различитост од оне присутне међу свим анализираним остацима неандерталаца из целе Евроазије и већу од свих популација савремених људи са свих континената.

## Анализа језгреног генома
У свом другом објављеном чланку из 2010, аутори су известили о изолацији и секвенцирању језгреног генома из денисовске кости прста. ДНК из овог узорка била је неочекивано добро очувана и показивала је врло низак ступањ контаминације. Научници су били у стању да секвенцирају готово читав геном, омогућујући тако детаљно поређење денисовског генома с геномом неандерталца и Homo sapiensa. Из ове су анализе закључили да упркос привидној дивергенцији у њиховим митохондријским секвенцијама, денисовски су људи заједно с неандерталцима делили заједничку еволуцијску линију у односу на линију модерног афричког човека. Процењено време дивергенције између денисовског човека и неандерталца је 640.000 година пре данашњице, а време одвајања денисовца и неандерталца од линије модерног човека је 804.000 година пре данашњице. Стручњаци сматрају да је дивергенција у денисовској mtДНК резултат или очувања линије прочишћене од гена из других линија архаичних људи путем генетског отклона или пак уношењем генског материјала из старијих врста хоминида. Године 2013,, секвенцирана је мтДНА из бедрене кости од 400.000 година старог припадника врсте Homo heidelbergensis из пећине Сима де лос Хуесос у Шпанији и доказано је да је ова секвенца најближа секвенци денисовског човека.

## Укрштање с другим врстама
Детаљно поређење денисовског, неандерталског генома и генома модерног човека открило је доказе о сложеној мрежи укрштања међу различитим врстама. Као резултат укрштања, 17% денисовског генома потиче од локалне популације неандерталаца, а пронађени су и генетички докази у једарном геному о укрштању с једном још увек неоткривеном линијом хоминина, вероватно извором неуобичајено старе mtДНК.
Анализа генома модерних људи показује да су се они парили с најмање две различите врсте архаичних људи: неандерталцима (сличним онима који су насељавали Кавказ, а не онима из Алтаја) и денисовцима. Отприлике 4% језгреног ДНК неафричких модерних људи потиче из неандерталског генома, што указује на укрштање међу врстама. Анализа упоређивања генома денисовског човека с геномима шест различитих популација модерних људи: Кунг из Јужне Африке, а Нигеријаца, Француза, становника Папуе Нове Гвинеје, становника острва Бугенвил и Хан Кинеза доказују да око 4% до 6% генома меланежанских народа (у овом случају Папуанаца и житеља острва Бугенвил) потиче од денисовских популација. Ова је ДНК вероватно унесена у геном модерних људи током раних миграција у Меланезију. Ова открића су у складу с резултатима других анализа поређења генома које су доказале релативно повећање алела денисовских људи у геному аустралских Абориџина, у односу на европске и афричке популације. Геноми папуанских популација, међутим, деле највећи број алела с денисовдким људима, већи број од аустралских Абориџина.
Меланезијски народи вероватно нису једини потомци денисовског човека. Дејвид Рајх из Универзитета Харвард, у сарадњи с Марком Стоункингом и сарадницима из Института Макс Планк, открили су генетичке доказе денисовског порекла међу меланезијским народима, аустралским Абориџинима, и мањим распршеним групама у Југоисточној Азији, као нпр. Маманва, који спадају у популацију Негрита у Филипинима. Међутим, нису све популације Негрита носиоци денисовских гена; народ Онге становници Адаманских острва и малежански народ Јехај, на пример, немају битних генетичких веза с денисовским човеком. Ови подаци указују на то да се укрштање дешавало на копну Југоисточне Азије, и доказује да су денисовски људи настањивали велики простор источне Азије. На темељу модерне дистрибуције денисовске ДНК, чини се да су денисовски људи досегли Воласову црту, а Воласоа је била њихово последње уточиште. Чланак Каја Префера из 2013. наводи да азијске популације које не живе на пацифичким острвима и Северноамерички Индијанци имају око 0,2% генома денисовског човека.
Гени  имунског система проучавани су с посебном пажњом у покушају да се идентификују гени који вуку порекло од архаичких људских популација. Иако није присутан у секвенцираном геному денисовског човека, образац дистрибуције и дивергенција алела HLA-B*73 од других HLA алела наводи на закључак да је преузет од денисовског човека код модерног човека на подручју западне Азије. Половина HLA алела модерних популација Евроазије заиста припада архајским HLA хаплотиповима, те се претпоставља да су денисовског или неандерталског порекла. Ова повећана присутност архајских алела доказује да је постојао позитивни селекциони притисак ка њиховом очувању у људским популацијама. Детаљнији приказ денисовског генома објављен 2012. показује присутност генских варијанти које су везане за тамну боју коже, тамну косу и смеђе очи, што је у складу с физичким особинама присутних данас код Меланежана.
Неки стручњаци наводе, још увек без генетичких доказа да су људи из Црвенојелење пећине у Кини резултат укрштања врсте Homo sapiens и денисовских људи неколико хиљада година након последње глацијације.
Постоје докази да је минимално 0,5% гена неандерталца укрштањем прешло у геном денисовских људи. Денисовски геном дели више алела с геномом неандерталаца из Алтајског горја, него с геномом неандерталца из Виндије са Балкана и неандерталца из Мезмајскаје на Кавказу, доказујући да је се генски пренос десио од алтајске популације неандерталаца.
Доказано је такође да се у геному денисовског човека налази генски материјал који потиче од још неоткривене непознате врсте хоминина, чија се еволуцијска линија одвојила пуно пре еволуцијске линије неандерталаца, денисоваца и модерних људи, сугерирајући тако могући генски пренос од тог непознатог хоминина на денисовског човека или популацијску субструктуру.